# Ніко Гонсалес
Ніко Гонсалес (ісп. Nico González, нар. 3 січня 2002, Ла-Корунья) — іспанський футболіст, півзахисник англійського клубу «Манчестер Сіті».
Виступав, зокрема, за клуби «Барселона», «Валенсія» та «Порту», а також молодіжну збірну Іспанії.

## Клубна кар'єра

### «Барселона»
Ніко народився в Ла-Коруньї та розпочав свою кар'єру в місцевому клубі «Монтанерос» у семирічному віці. У грудні 2012 року він погодився на перехід до «Барселони», який відбувся в липні наступного року.
19 травня 2019 року, у віці лише 17 років, Ніко дебютував за «Барселону Б», вийшовши на заміну Кіке Саверіо в кінці матчу, який завершився поразкою 1–2 у гостьовій грі проти «Кастельйона» в рамках Сегунди Б. У сезоні 2020–21 він спочатку був частиною молодіжної команди, але з листопада 2020 року почав регулярно грати за резервну команду.
12 травня 2021 року Ніко продовжив контракт до 2024 року із клаусулою викупу в 500 мільйонів евро. Після виступів за головну команду в передсезонних матчах він дебютував за першу команду – і в Ла Лізі – 15 серпня, замінивши Серхіо Бускетса в першому матчі сезону Ла-Ліги 2021—2022, де «Барселона» перемогла Реал Сосьєдад з рахунком 4–2.
Ніко забив свій перший професійний гол 12 грудня 2021 року, відкривши рахунок у гостьовому матчі проти «Осасуни», який завершився нічиєю 2–2.

#### Оренда у «Валенсію»
13 серпня 2022 року Ніко продовжив контракт до 2026 року, а згодом приєднався до «Валенсії» на правах оренди до кінця сезону.

### «Порту»
29 липня 2023 року Ніко підписав п'ятирічний контракт із клубом Прімейра-Ліги «Порту», перехід відбувся за повідомлену суму €8,5 мільйона, при цьому «Барселона» залишила за собою право викупу.
14 серпня він дебютував за португальську команду, вийшовши на заміну Ромаріу Баро на 70-й хвилині у переможному матчі 2–1 проти «Морейренсі» в чемпіонаті Португалії. Через тиждень Ніко вперше вийшов у стартовому складі за «Порту» у домашньому матчі проти «Фаренсе», який завершився перемогою 2–1.

## Виступи за збірні
У 2018 році дебютував у складі юнацької збірної Іспанії (U-17), загалом на юнацькому рівні взяв участь у 7 іграх.
З 2021 року залучався до складу молодіжної збірної Іспанії. На молодіжному рівні зіграв у 11 офіційних матчах.

## Особисте життя
Син іспанського футболіста та легенди «Депортіво» (Ла-Корунья) Франа Гонсалеса і племінник Хосе Рамона.

## Статистика виступів

### Статистика клубних виступів
| Сезон                   | Команда                 | Чемпіонат               | Чемпіонат | Чемпіонат | Національний кубок | Національний кубок | Національний кубок | Континентальні кубки | Континентальні кубки | Континентальні кубки | Інші змагання | Інші змагання | Інші змагання | Усього | Усього | Усього |
| Сезон                   | Команда                 | Ліга                    | Ігор      | Голів     | Ліга               | Ігор               | Голів              | Ліга                 | Ігор                 | Голів                | Ліга          | Ігор          | Голів         | Ігор   | Голів  |        |
| ----------------------- | ----------------------- | ----------------------- | --------- | --------- | ------------------ | ------------------ | ------------------ | -------------------- | -------------------- | -------------------- | ------------- | ------------- | ------------- | ------ | ------ | ------ |
| 2018–19                 | «Барселона Б»           | СДБ                     | 1         | 0         |                    | -                  | -                  |                      | -                    | -                    |               | -             | -             | 1      | 0      |        |
| 2019–20                 | «Барселона Б»           | СДБ                     | 0         | 0         |                    | -                  | -                  |                      | -                    | -                    |               | -             | -             | 0      | 0      |        |
| 2020–21                 | «Барселона Б»           | СДБ                     | 24        | 0         |                    | -                  | -                  |                      | -                    | -                    |               | -             | -             | 24     | 0      |        |
| 2021–22                 | «Барселона Б»           | PDR                     | 2         | 0         |                    | -                  | -                  |                      | -                    | -                    |               | -             | -             | 2      | 0      |        |
| Усього за «Барселона Б» | Усього за «Барселона Б» | Усього за «Барселона Б» | 27        | 0         |                    | -                  | -                  |                      | -                    | -                    |               | -             | -             | 27     | 0      |        |
| 2021–22                 | «Барселона»             | ПД                      | 23        | 2         | КІ                 | 2                  | 0                  | ЛЧ+ЛЄ                | 4+3                  | 0                    | СІ            | 1             | 0             | 33     | 2      |        |
| 2022–23                 | «Валенсія»              | ПД                      | 0         | 0         | КІ                 | 0                  | 0                  |                      | -                    | -                    | СІ            | 0             | 0             | 0      | 0      |        |
| Усього за кар'єру       | Усього за кар'єру       | Усього за кар'єру       | 50        | 2         |                    | 2                  | 0                  |                      | 7                    | 0                    |               | 1             | 0             | 60     | 2      |        |

## Титули і досягнення
- Володар Кубка Португалії (1):

«Порту»: 2023–24
- Володар Суперкубка Португалії (1):

«Порту»: 2024